# Lago Buenos Aires
Lago Buenos Aires is een departement in de Argentijnse provincie Santa Cruz. Het departement (Spaans:  departamento) heeft een oppervlakte van 28.609 km² en telt 6.223 inwoners.

## Plaatsen in departement Lago Buenos Aires
- Cueva de las Manos
- El Pluma
- Gendarmería Nacional
- Los Antiguos
- Perito Moreno